# دانشگاه عادی آنکینگ
دانشگاه عادی آنکینگ در مقطع کارشناسی در استان آنهویی است در شهر آنکینگ چین واقع شده است. دانشگاه عادی آنکینگ یک موسسه خواهر مشارکت با دانشگاه سالزبری در مریلند  ایالات متحده تاسیس کرد.